# フレザグランディナーリア
フレザグランディナーリア（イタリア語: Fresagrandinaria）は、イタリア共和国アブルッツォ州キエーティ県にある、人口約900人の基礎自治体（コムーネ）。

## 地理

### 位置・広がり

#### 隣接コムーネ
隣接するコムーネは以下の通り。括弧内のCBはカンポバッソ県（モリーゼ州）所属を示す。
- クペッロ
- ドリオーラ
- フルチ
- レンテッラ
- マファルダ (CB)
- パルモリ
- サン・ブオーノ

## 行政

### 分離集落
フレザグランディナーリアには、以下の分離集落（フラツィオーネ）がある。
- Guardiola, Pagliarini, Pantano, Pidocchiosa